# Kościół św. Mikołaja w Szczebrzeszynie
Kościół świętego Mikołaja – rzymskokatolicki kościół parafialny należący do dekanatu Szczebrzeszyn diecezji zamojsko-lubaczowskiej. Znajduje się na trasie Szlaku Renesansu Lubelskiego.

## Historia
Obecnie istniejąca świątynia została wzniesiona w latach 1610–1620 przez dziekana kapituły zamojskiej, i jednocześnie proboszcza szczebrzeszyńskiego, księdza Mikołaja Kiślickiego, konsekrowana w 1620 roku przez biskupa Jerzego Zamoyskiego, około 1644 roku zniszczona przez pożar wywołany przez Tatarów. Po odbudowie ponownie konsekrowana w 1668 roku przez proboszcza, księdza Jana Unikowskiego, w 1754 roku ponownie spalona. Około połowy XIX wieku stan świątyni był już bardzo zły. Remonty główne zostały przeprowadzone podczas urzędowania proboszcza księdza Laskowskiego (1867–1871). Remont świątyni trwał aż do końca XIX wieku. Podczas tych prac częściowo zostały zatarte cechy stylu późnorenesansowego. Kościół został zamknięty przez okupacyjne władze niemieckie podczas II wojny światowej, na szczęście jednak uniknął dewastacji i tuż po wyzwoleniu miasta, w dniu 25 lipca 1944 roku, został ponownie otwarty dla wiernych. W latach 1945–1946 został wyremontowany dach, w 1964 roku świątynia została wymalowana, a w 1967 roku została wyremontowana strona zewnętrzna świątyni.

## Architektura

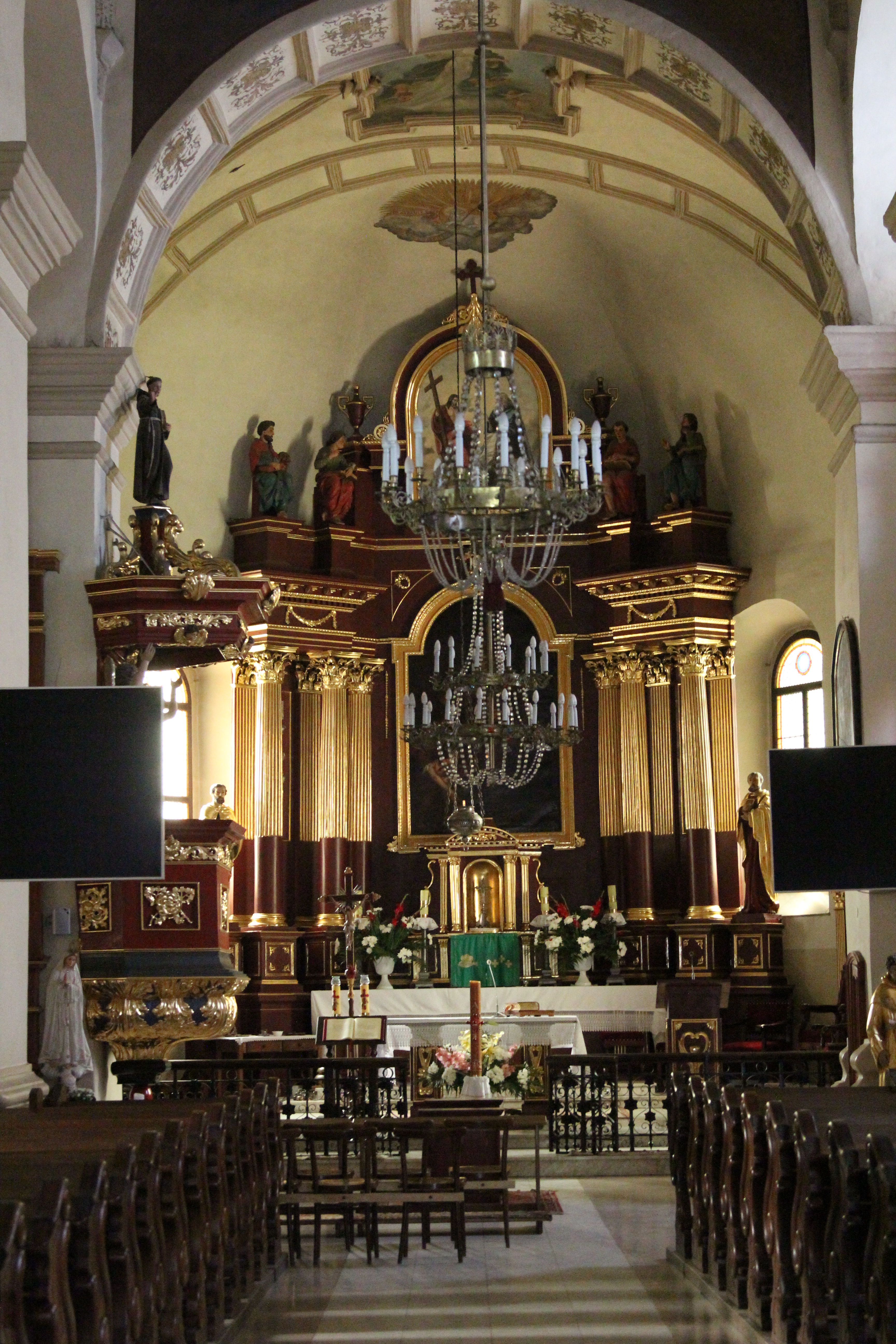
Wnętrze świątyni

Jest to budowla murowana, wzniesiona z kamienia i cegły, składa się z trzech naw, reprezentuje styl renesansu lubelskiego, przy prezbiterium znajduje się zakrystia, pośrodku bocznych naw są umieszczone 2 kaplice renesansowe, wybudowane w tym samym czasie co kościół, przy elewacji frontowej znajduje się wieża mieszcząca kruchtę w przyziemiu, nad nawą znajduje się wieżyczka na sygnaturkę. Pomimo licznych remontów po zniszczeniach budowla zachowała swój pierwotny styl, chociaż nieznacznie zmienił się jej wygląd zewnętrzny po dobudowaniu dwóch kaplic i usypania skarp dla wzmocnienia murów.
Zewnętrzna ściana prezbiterium posiada niszę, w której umieszczona jest płyta kamienna, a na niej widnieje kartusz herbowy Zamoyskich i akt erekcji świątyni przez biskupa Jerzego Zamoyskiego napisany po łacinie. W drewnianym ołtarzu głównym jest umieszczony obraz św. Mikołaja. Świątynia posiada cztery drewniane ołtarze boczne: w nawie lewej z obrazem św. Walentego, w nawie prawej – z obrazem Matki Bożej. Wszystkie ołtarze reprezentują styl renesansowy. Na sklepieniach w nawie głównej i w nawach bocznych dotrwała do dziś sztukateria, pochodząca z czasów budowy świątyni (1620 rok), reprezentująca typ kalisko-lubelski, oraz bogato zdobione obramienia otworów okiennych i gzyms koronujący. Dekoracja stiukowa w nawie i prezbiterium jest podobna do dekoracji w katedrze Zmartwychwstania Pańskiego i św. Tomasza Apostoła w Zamościu. W prezbiterium świątyni zostały zastosowane listwowe podziały sklepienia, natomiast w nawie głównej i bocznych jest zastosowana złożona dekoracja ornamentowa. Halowy korpus główny, plan wnętrza świątyni i szerokie, wielokątne absydy prezbiterium posiadają tradycyjne formy.

## Wyposażenie
Wyposażenie świątyni pochodzi z kilku lat. Wspomniane wyżej najstarsze ołtarze w nawach bocznych zostały wykonane na początku XVII wieku i reprezentują styl wczesnobarokowy z bogatą dekoracją ornamentalną. Ambona, wykonana pod koniec XVIII wieku, posiada bardzo efektowny kształt i jest ozdobiona figurami aniołów podpierających baldachim. Częściowo dotrwało do dziś bogate wyposażenie w stylu renesansowym i barokowym, oraz w ołtarzach kilka obrazów namalowanych przez Rafała Hadziewicza, dwa inne obrazy: Świętej Rodziny i Chrystusa nauczającego w świątyni, powstałe w I połowie XVII wieku, zostały zapewne namalowane przez artystę Jana Kasińskiego. Na chórze muzycznym są umieszczone organy o 12 głosach, wykonane w 1893 roku przez lwowską firmę Jana Śliwińskiego, naprawiane m.in. w 1956 i 2012 roku.